# Marché-Allouarde
Marché-Allouarde település Franciaországban, Somme megyében. Lakosainak száma 50 fő (2022. január 1.). Marché-Allouarde Balâtre, Biarre, Billancourt, Champien és Rethonvillers községekkel határos.

## Népesség
A település népességének változása:
| Lakosok száma | 63   | 59   | 56   | 53   | 52   | 51   | 49   | 50   | 50   |
|               | 2013 | 2015 | 2016 | 2017 | 2018 | 2019 | 2020 | 2021 | 2022 |